# Chiesa di Santa Giustina (Venezia)
La chiesa di Santa Giustina è il residuo di un edificio religioso di Venezia sconsacrato nel 1810, situato nel campo omonimo, nel sestiere di Castello.

## Storia
La struttura fa parte della serie di conventi costruiti a cintura difensiva periferica della città. La leggenda fa risalire la fondazione a san Magno, nel VII secolo, dopo che la santa martire padovana gli apparve in sogno. È probabile che fosse già parrocchia nell'XI secolo e appare come collegiata dipendente dalla basilica di San Pietro di Castello nel 1219, anno della consacrazione. A quel tempo era retta da canonici regolari, del cui ordine di appartenenza si è persa la memoria, poi, per breve tempo, passò ai canonici del Salvatore di Santa Brigida e, nel 1448, fu definitivamente affidata alle agostiniane provenienti da Santa Maria degli angeli di Murano con una bolla apostolica che le obbligava a mantenere due sacerdoti. A seguito degli editti napoleonici la parrocchia fu soppressa ed associata a Santa Ternita nel 1807 e nel 1810 fu soppresso anche l'ordine religioso.

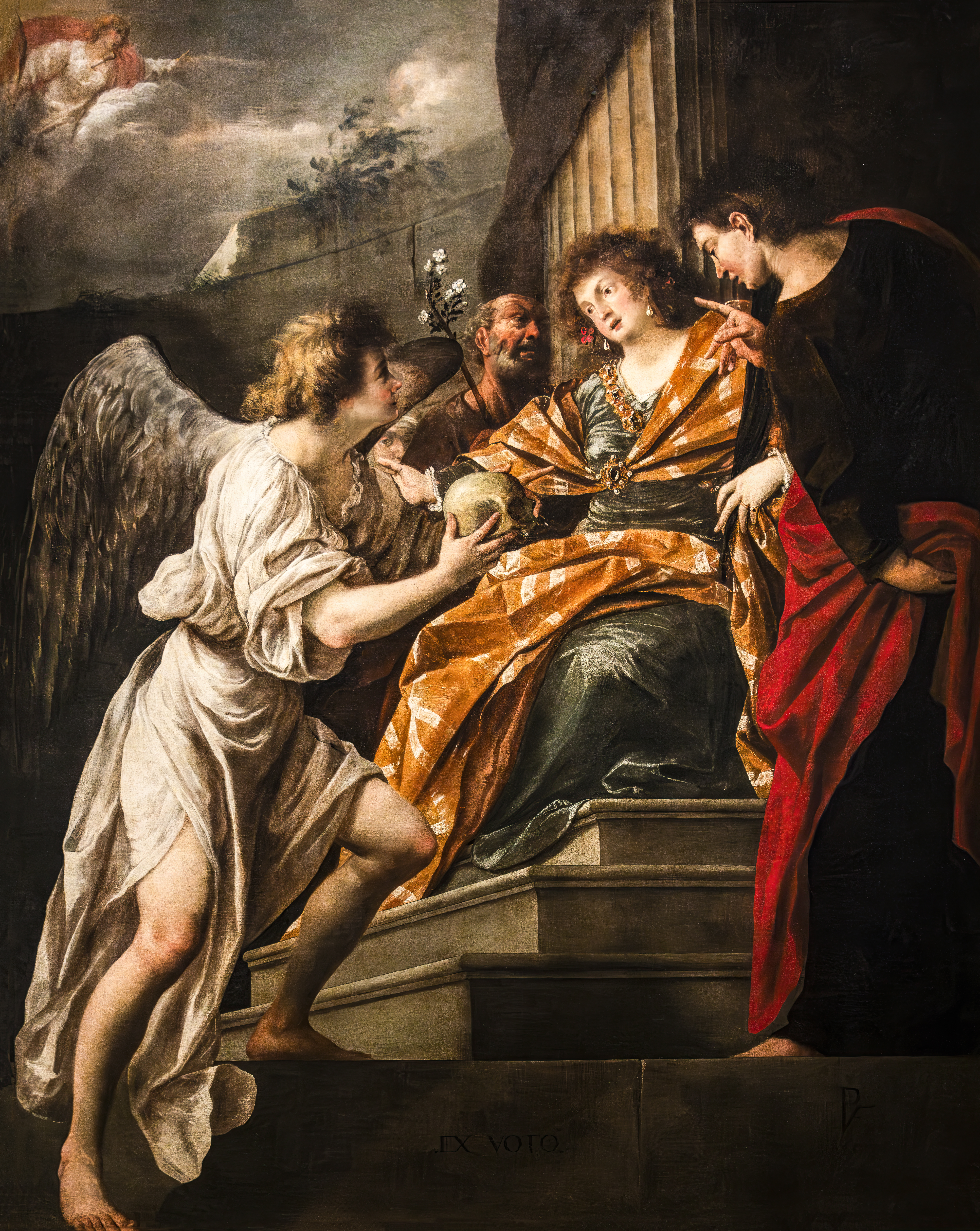
Pietro della Vecchia, Scena votiva, 1640, olio su tela, 286,5 x 228 cm, Venezia, Gallerie dell'Accademia, proveniente dalla chiesa di Santa Giustina

L'unica ristrutturazione di cui si abbia traccia documentaria e di interesse, prima della sconsacrazione, è il rifacimento della facciata nel 1640 a cura del Longhena ed a spese della famiglia Soranzo.
Nel 1844 l'edificio fu trasformato in scuola militare, dividendolo in tre piani e demolendo il frontone, e nel 1924 divenne sede del Liceo Scientifico Giovanni Battista Benedetti.
Secondo le cronache conteneva una ricca raccolta di dipinti ora dispersi: lo Zanetti ci documenta opere di Sante Peranda, Palma il Giovane, Marco Vecellio, Pietro Liberi, Giovanni Contarini, Antonio Vassilacchi l'Aliense, Alessandro Varotari il Padovanino, Matteo Ponzone, Francesco Ruschi, Pietro Della Vecchia, Baldassarre D'Anna, Filippo Zaniberti.
La chiesa era di notevole importanza per Venezia, ogni anno il 7 ottobre, ricorrenza di santa Giustina e della vittoria di Lepanto, il Doge vi si recava in visita ufficiale. Per l'occasione furono ripetutamente coniate delle monete con l'effigie della santa e denominate poi "Giustina".

## Descrizione

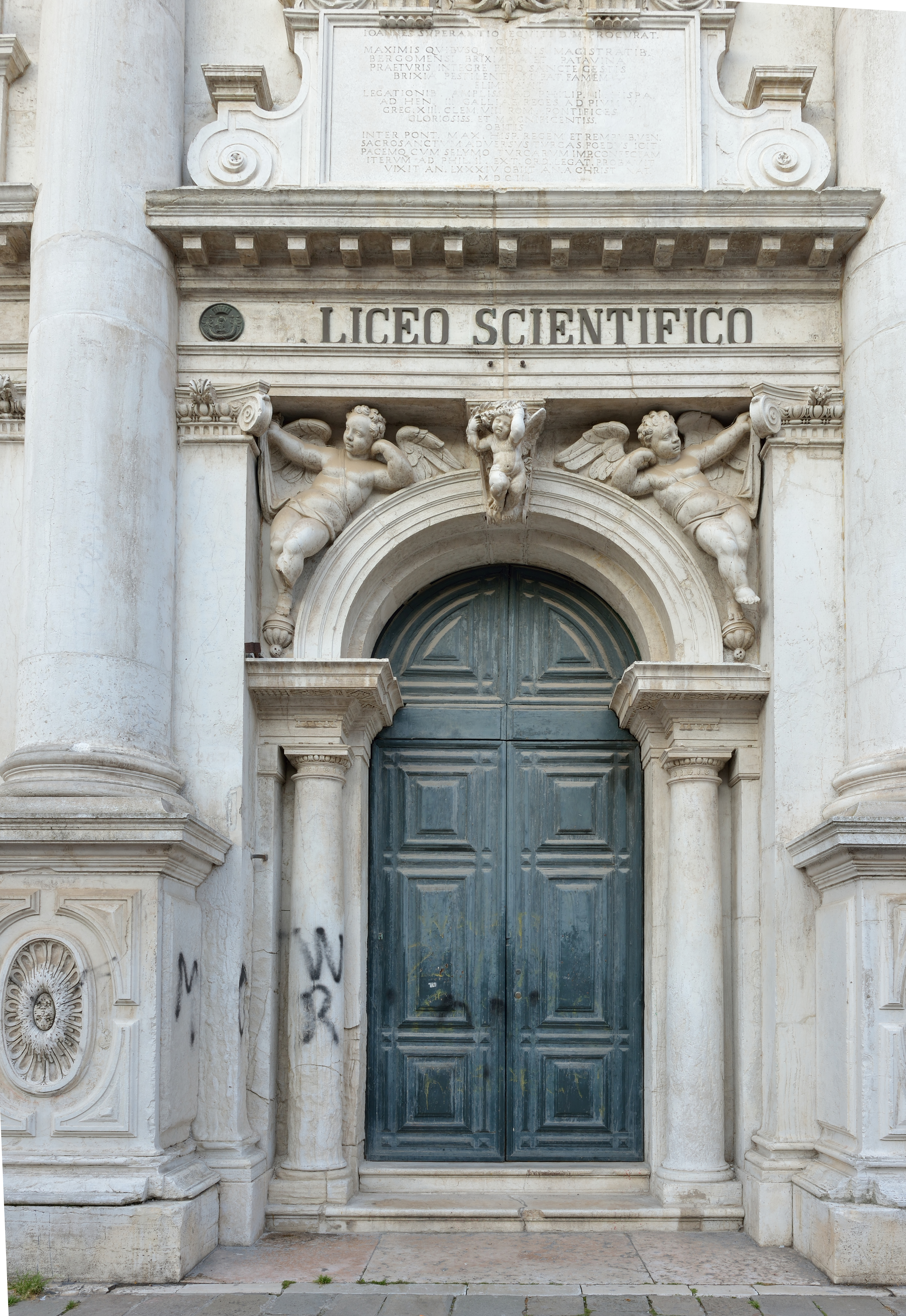
Il portale superstite sulla facciata della chiesa

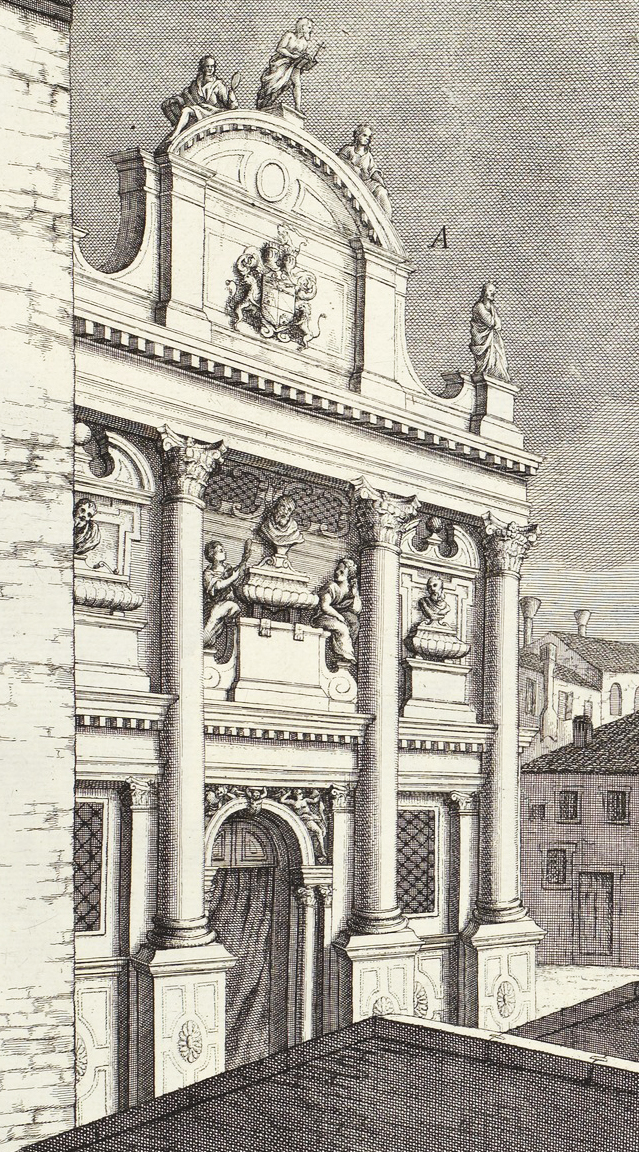
La facciata della chiesa agli inizi del '700, particolare di un'incisione di Domenico Lovisa.

Dell'edificio originario rimane solo la opulenta facciata in pietra d'Istria, monca però del coronamento, e due finestre gotiche dal delicato traforo murate all'interno.
La commissione data al Longhena prevedeva l'obiettivo, del tutto laico e comune in diverse chiese barocche veneziane, di glorificare la casata Soranzo.
La facciata è tripartita da alte semicolonne corinzie dell'ordine maggiore impostate su cospicui basamenti istoriati che attualmente sorreggono un semplice attico con sfere acroteriche. Nella costruzione originaria di Longhena era presente un ampio timpano centinato sormontato da sculture ed ornato con l'insegna dei Soranzo, come ci viene rappresentato sia nell'incisione di Domenico Lovisa che in quella di poco precedente del Carlevarijs. Le sculture rappresentavano un Redentore affiancato da due allegorie sedute ai lati sul timpano e, dopo le volute laterali, due figure di santi sopra gli spigoli.
I semipilastri ionici dell'ordine minore sorreggono una travatura ritmica che divide in due la facciata residua. Al di sotto di essa sono le due squadrate finestre laterali e il ricco portale centrale a tutto sesto, sostenuto da brevi colonne tuscaniche ed ornato da putti alati sui pennacchi ed in chiave di volta. Sorrette dalla travatura stanno le strutture dei tre cenotafi dei Soranzo. I due laterali, addossati a delle finestre cieche e sormontate da timpani curvilinei spezzati, sono costituiti da un robusto basamento che sostiene un'urna istoriata con baccellature e motivi vegetali e una grande voluta centrale. Sui basamenti sono incise le dediche ai personaggi evocati, Gerolamo e Francesco Soranzo, di cui sopra le urne, fino ai primi del '900, c'erano le sculture dei busti. Il monumento centrale, dedicato a Giovanni Soranzo, è leggermente più largo e della maggiore complessità originaria rimangono le due volute ai piedi del basamento, una maggiore ricercatezza sul piedestallo dell'urna e gli oculi in alto sullo sfondo: un tempo era ornato anche questo dal busto sopra l'urna ma anche attorniato da due figure femminili, allegorie della Pace e della Guerra, sedute ai fianchi del basamento e dell'urna. I busti sono per ora dispersi mentre le grandi allegorie della Pace e della Guerra sono conservate in un deposito della sovrintendenza. Tutte le sculture della facciata erano state eseguite dal medesimo scultore, cosa piuttosto rara in quel periodo, il bolognese Clemente Molli.